# Libra
Libra（前称为： GlobalCoin或Facebook Coin）是一种由Facebook公司（今Meta公司）提出的加密货币，原计划于2020年发行，但因許多爭議而暫停發行。